# John Havlicek
John J. "Hondo" Havlicek ([hævlɨtʃɛk]), född 8 april 1940 i Martins Ferry i Ohio, död 25 april 2019 i Jupiter, Florida, var en amerikansk basketspelare. Han spelade 16 säsonger i den amerikanska proffsligan, NBA. Hela sin karriär representerade han en och samma klubb, Boston Celtics, med vilka han vann NBA-mästerskapet åtta gånger (tredje flest genom tiderna).
John Havlicek anses som en av ligans genom tiderna bäste spelare, framför allt för sin förmåga att alltid vara "fit for fight" och att alltid ha energi över.
1978 lade han av och klubben reserverade hans tröjnummer 17 så att ingen i Celtics någonsin kommer att bära det numret.
Före NBA-karriären spelade John Havlicek collegebasket i Ohio State University, med vilka han 1960 vann universitetsmästerskapet, NCAA-titeln.